# Antonio Alcázar
Antonio Alcázar Alonso (Torreagüera, Murcia 21 de junio de 1902 - Barcelona 6 de diciembre de 1966) fue un futbolista español. Se desempeñaba en posición de extremo izquierdo. Jugó en Primera División tres temporadas siendo jugador del Club Esportiu Europa entre 1928 y 1931, siendo estas las únicas campañas del club catalán en la máxima categoría del fútbol español. Fue el primer futbolista murciano en jugar en la Selección de fútbol de España y uno de los primeros en hacerlo en Primera División.  También jugó con la Selección de fútbol de Cataluña.

## Selección nacional
Fue internacional con la Selección de fútbol de España en dos ocasiones. Debutó el 1 de junio de 1925 contra Suiza, partido celebrado en Berna que finalizó 0-3 a favor de España. Su segundo y último partido con la selección lo jugó trece días después contra Italia, partido celebrado en Valencia que finalizó 1-0 a favor de los locales.

## Clubes
| Club                 | País   | Temporada |
| -------------------- | ------ | --------- |
| Club Esportiu Europa | España | 1919-1932 |

## Palmarés

### Campeonatos nacionales
| Título                          | Club                 | País   | Año  |
| ------------------------------- | -------------------- | ------ | ---- |
| Subcampeón de la Copa de España | Club Esportiu Europa | España | 1923 |

### Campeonatos regionales
| Título        | Club                 | País   | Año  |
| ------------- | -------------------- | ------ | ---- |
| Copa Cataluña | Club Esportiu Europa | España | 1923 |